# Marineunteroffizierschule
Die Marineunteroffizierschule (MUS) in Plön ist die Unteroffizierschule der Deutschen Marine. In der Liegenschaft werden alle angehenden militärischen Vorgesetzten der Unteroffizierlaufbahnen sowie in Teilen Rekruten der deutschen Marine ausgebildet und verfügt über ausgelagerte Ausbildungseinrichtungen in den Städten Putlos, Neustadt in Holstein sowie Berlin.
Sie unterstand vom 1. Oktober 2012 bis zum 31. März 2020 dem Abteilungsleiter Personal, Ausbildung, Organisation im Marinekommando in Rostock. Seit 1. April 2020 ist sie dem Kommandeur Unterstützung im Marinekommando unterstellt.

## Geschichte

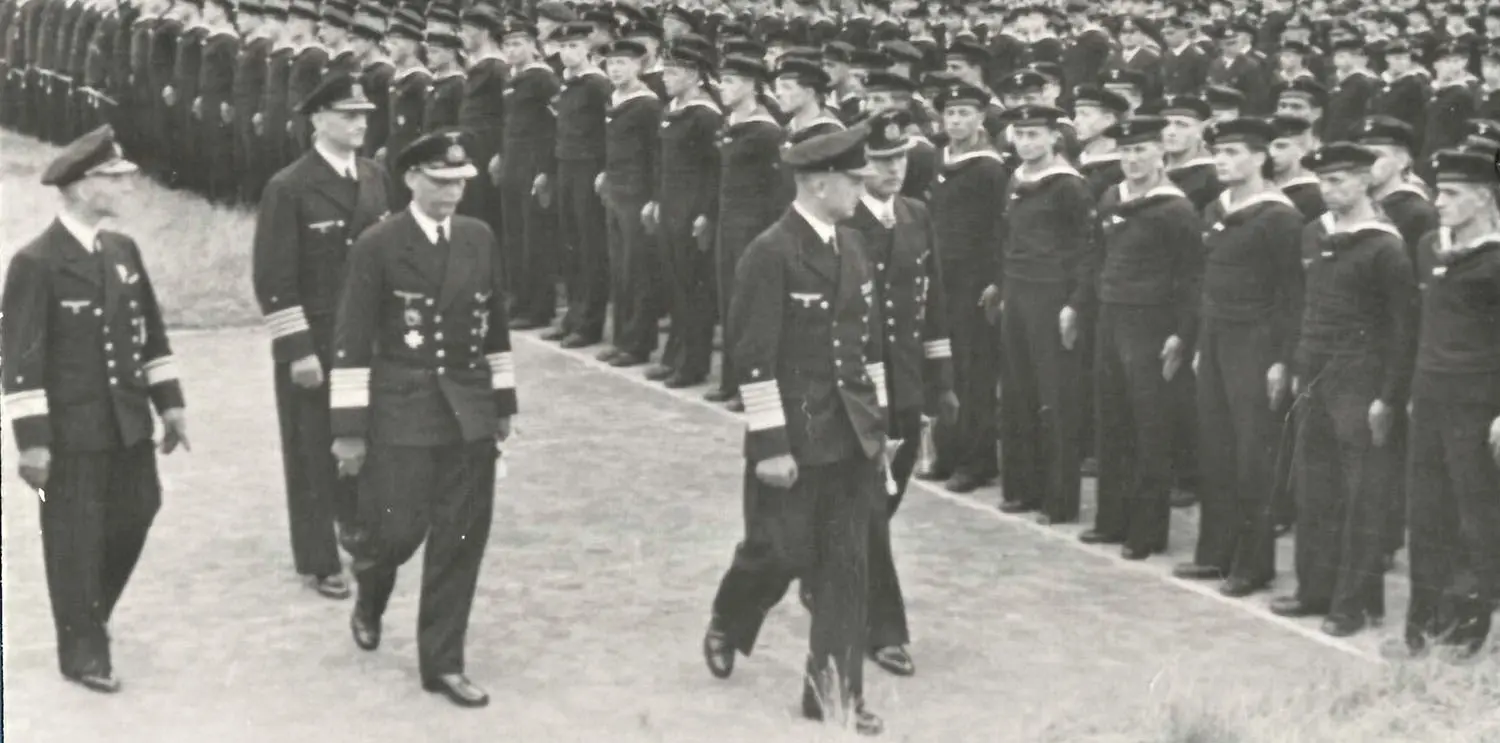
Großadmiral Dönitz beim Besuch in Plön 1944

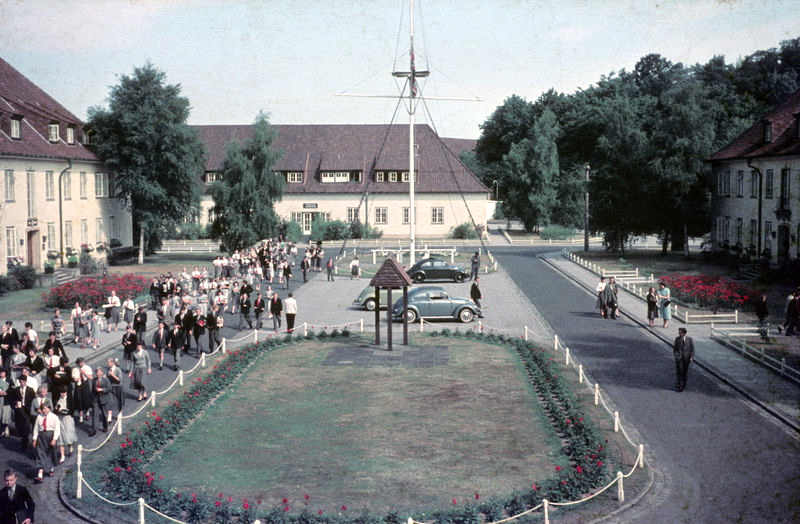
Stabs- und Schulgebäude während der Zeit der King Alfred School

Die Kaserne wurde 1938 errichtet und von einer Marineunteroffizier-Lehrabteilung übernommen. Im Februar 1940 wurde die III. Marine-Unteroffizier-Lehrabteilung aber aufgelöst und die Unterseeboot-Ausbildungs-Abteilung (kurz: UAA) am Standort Plön aufgestellt. Die UAA war durchweg mit etwa 600 Lehrgangsteilnehmern, deren Mehrzahl aus Unteroffizieren und Mannschaften bestand, belegt. Die Soldaten erhielten in Plön lediglich eine ergänzende Ausbildung, denn sie kamen bereits für ihre Einsätze ausgebildet von den U-Boot-Lehrdivisionen hier an und warteten nur noch auf ihre Kommandierung auf ein neues fronttaugliches U-Boot. In der letzten Phase des Zweiten Weltkriegs rückten Plön und die Kaserne Ruhleben für kurze Zeit in den Fokus der Ereignisse. Seit Anfang April 1945 hatten bereits Teile der Seekriegsleitung von Sengwarden nach Plön verlegt. Ihnen folge nun am 22. April auch Großadmiral Karl Dönitz mit seinem Stab von Berlin kommend nach. Auf Weisung Hitlers sollte er im Norden die Befehlsgewalt übernehmen. Dönitz und sein Stab bezogen dann unweit der Kaserne Ruhleben die Baracken des sogenannten Ausweichquartiers „Forelle“.
Nach Ende des Zweiten Weltkrieges diente sie bis 1948 der Britischen Armee als Headquarters Schleswig-Holstein, danach diente die Kaserne als Internat für Kinder der Streitkräfte des Vereinigten Königreichs (King Alfred School und Windsor Girls School).
In der ersten Zeit der neu aufgebauten Bundesmarine fand die Unteroffizierausbildung der Marine zunächst seit 1956 in Cuxhaven und von 1957 bis 1960 in Eckernförde statt. Die besagte Unteroffizierschulung wurde schließlich 1960 in die Kaserne Ruhleben in Plön (direkt am Großen Plöner See) verlegt.

## Auftrag
Ziel der Ausbildungs- und Erziehungsarbeit ist es, einen Vorgesetzten zu formen, dessen Denken und Handeln sich an den Prinzipien der deutschen Verfassung, an Recht und Gesetz, ausrichten. Dieser Vorgesetzte muss Soldaten führen und ausbilden können und sich mit der Aufgabe als Kamerad, Vertrauens- und Bezugsperson identifizieren wollen. Das bedeutet: Der militärische Unterführer muss die Grundsätze der Inneren Führung anwenden können. Er muss Haltung und Pflichterfüllung vorleben können und sich aus innerer Überzeugung mit seinen Soldatenberuf identifizieren. Aber auch die bereits in der Truppe bewährten und erfahrenen Unteroffiziere mit Portepee ab Hauptbootsmann haben die Möglichkeit zur Weiterbildung. So werden für diesen Personenkreis regelmäßig vierwöchige Weiterbildungsseminare angeboten, um sie mit Neuerungen, Veränderungen oder auch mit Grundsatzerwägungen der Marineführung vertraut zu machen. Heute werden die Laufbahnlehrgänge zum Maat, zum Bootsmann, zum Maaten der Reserve und zum Bootsmann der Reserve und militärische Grundausbildungen der Deutschen Marine durchgeführt.

## Gliederung

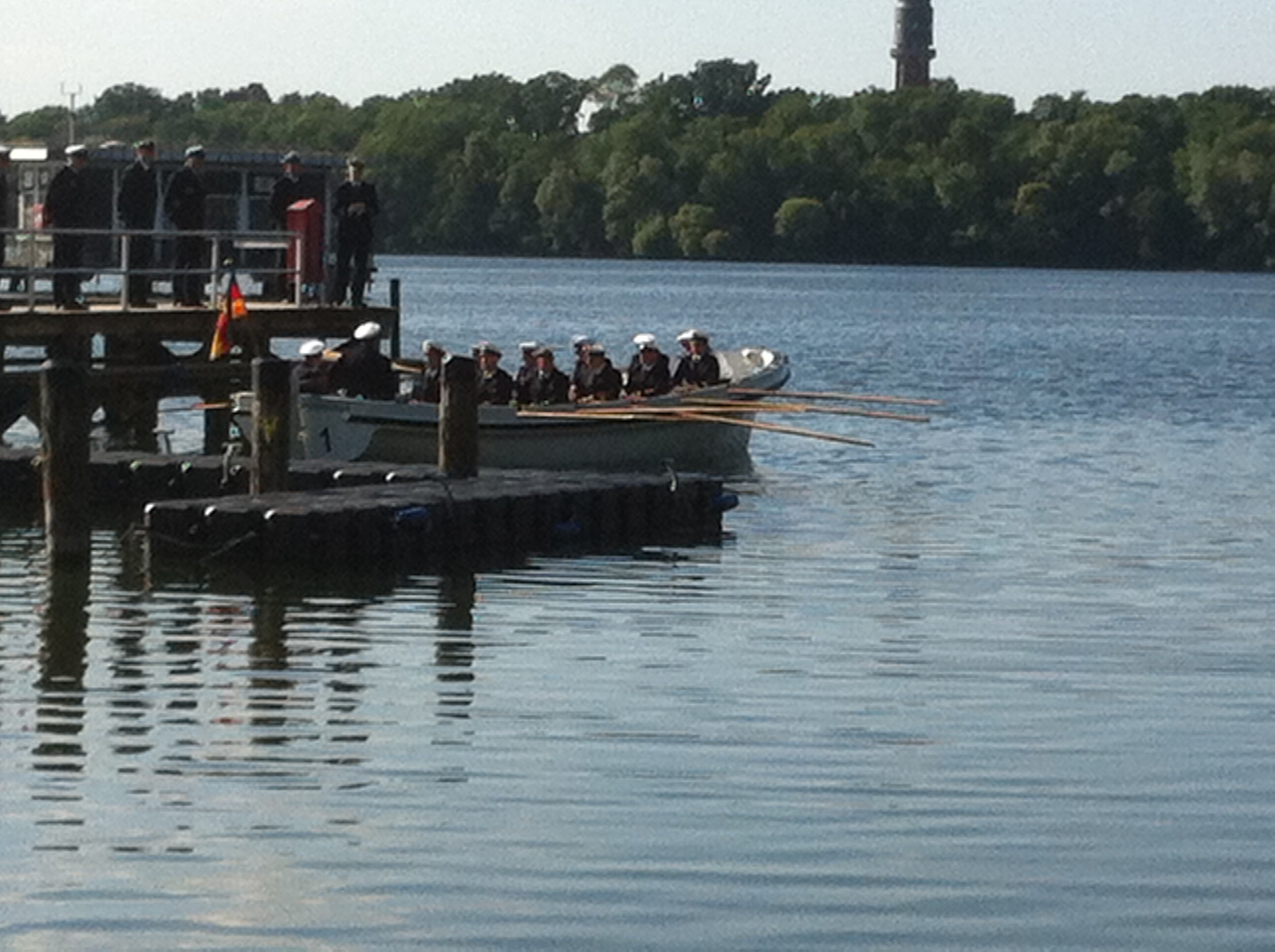
Traditionelles Abpullen eines scheidenden Kommandeurs mit einem Marinekutter vom Bootshafen der MUS aus

- Kommandeur Marineunteroffizierschule

- Schulstab
  - S1 Personal
  - S2 Sicherheit
  - S3 Organisation
  - S4 Logistik
  - S6 IT/CIS
  - Politische Bildung
  - Stabszug

- Lehrgruppe A
  - Kommandeur LehrGrp A (LA)
  - 1. Inspektion (Bootsmannlehrgang)
  - 2. Inspektion (Bootsmannlehrgang)
  - 3. Inspektion (Maatenlehrgang, Maatenlehrgang der Reservisten)
  - Zentrum für Wiedereinstellung Marine (ZWE Mar), stationiert in Neustadt i. H.)

- Lehrgruppe B
  - Kommandeur LehrGrp B (LB)
  - 4. Inspektion (Grundausbildung)
  - 5. Inspektion (Einsatzvorausbildung wie Aufbaubefähigung, Einsatzbefähigung).
  - 6. Inspektion (Grundausbildung)
  - 7. Inspektion (Grundausbildung Offizieranwärter, infanteristische Basisausbildung, Marineinfanterie Unterstützungsausbildung). Stationiert in der Wagrien-Kaserne in Putlos, Schleswig-Holstein.
  - IV. Inspektion Logistikschule der Bundeswehr

- Lehrgruppe Ausbildung
  - Kommandeur LehrGrp Ausb
  - Fachbereich Vorgesetztenausbildung
  - Fachbereich Einsatz- und Schießausbildung
  - Ausbildungsunterstützung

## Ausbildung

### Unteroffizierausbildung
Im Wesentlichen werden hier Maaten und Bootsleute der Marine allgemeinmilitärisch für ihre zukünftigen Aufgaben als Vorgesetzte ausgebildet. In den hauptsächlich praktischen Fächern, wie
- Formaldienst (Führen von Marschformationen)
- Wachdienst (Anwendung von militärischer Gewalt)
- Handwaffen- und Schießausbildung
- Praktische Seemannschaft (Kutterpullen und Segeln)
- Sport (auch Sporttheorie)
- Sanitätsausbildung (Verletztenerstversorgung in taktischen Lagen)

werden in erster Linie Teamfähigkeit, Vorgesetztenverhalten und militärische Grundkenntnisse geschult.
Vorwiegend theoretische Inhalte werden in folgenden Lernfächern vermittelt:
- Menschenführung
- Methodik der Ausbildung (inklusive Lehrprobe)
- Politische Bildung
- Wehrrecht und Soldatische Ordnung

Im Rahmen dieser Ausbildung werden sowohl die theoretischen und pädagogischen Fähigkeiten des zukünftigen Vorgesetzten geschult, als auch Aspekte des rechtlichen Rahmens und des Völkerrechts unterrichtet.

### Allgemeine Grundausbildung
An der MUS absolvieren auch Rekruten ihre Grundausbildung. Ausgebildet werden unter anderem Matrosen der Verwendungsreihen:
- 34 Kampfschwimmer
- 37 Minentaucher
- 61 Stabsdienst
- 62 Verpflegungsdienst
- 63 Materialbewirtschaftung
- 73 Kraftfahrdienst
- 76 Marineinfanterie

Die Ausbildung besteht in allen Fällen aus der „Grünen Ausbildung“, einer landverwendungsorientierten Ausbildung.

### Einsatzausbildung
Aufbauend auf die Grundausbildungen und Vorgesetztenausbildungen werden an der MUS weiterführende Ausbildungen in den Bereichen Schießausbildung, Kampfmittelabwehr sowie Landes- und Bündnisverteidigung durchgeführt. Hierfür führt der Hörsaal 41 des Fachbereichs Einsatz- und Schießausbildung im Schwerpunkt die Weiterschulung von erfahrenem Personal wie zum Beispiel Schießausbildern oder Schießlehrern der Bundeswehr durch.
Die 5. Inspektion führt im Schwerpunkt die Einsatzvorausbildung für Soldaten aller Verwendungsreihen der Marine, sowie bei Bedarf auch für Heer und Luftwaffe, durch. Hierbei werden die Soldaten auf alle möglichen Situationen in anstehenden Auslandseinsätzen der Bundeswehr wie zum Beispiel dem Kampf gegen improvisierte Sprengfallen sowie dem Überleben hinter feindlichen Linien vorbereitet.

### Weitere Ausbildung
- Die 4. Inspektion der Logistikschule der Bundeswehr bildet an der MUS zusätzlich die Köche der Marine, die sogenannten Smuts, aus. Hierzu wurde eine Lehrküche neu errichtet. Diese Ausbildung wurde zuvor an der Marineversorgungsschule durchgeführt.

- Durch die 7. Inspektion werden unter anderem an der MUS auch Offizieranwärter ausgebildet. Dazu absolvieren die Offizieranwärter der Marine, die ihre restliche Ausbildung an der Marineschule Mürwik erhalten, hier einen Teil der Grundausbildung sowie die etwa dreiwöchige Infanteristische Basisausbildung. Diese Ausbildung wurde vom Sozialwissenschaftlichen Institut der Bundeswehr bzw. vom Zentrum für Militärgeschichte und Sozialwissenschaften der Bundeswehr durch wissenschaftliche Studien untersucht.[8]

## Kommandeure
| Name                                             | von            | bis       |
| ------------------------------------------------ | -------------- | --------- |
| Fregattenkapitän Wolfgang Erhardt                | Juli 1956      | Dez. 1957 |
| Fregattenkapitän Franz-Georg Reschke             | Dez. 1957      | März 1959 |
| Fregattenkapitän August Hoepner                  | 1. Apr. 1959   | Nov. 1959 |
| Fregattenkapitän/Kapitän zur See Heinrich Kamper | Nov. 1959      | Sep. 1965 |
| Fregattenkapitän/Kapitän zur See Gunther Rößler  | 1. Okt. 1965   | Sep. 1970 |
| Kapitän zur See Gerhard Haelbich                 | Okt. 1970      | März 1975 |
| Kapitän zur See Friedrich-Karl Strecker          | Apr. 1975      | Sep. 1979 |
| Kapitän zur See Ehrhart Kaiser                   | Okt. 1979      | Sep. 1983 |
| Kapitän zur See Harald Jacobi                    | Okt. 1983      | Sep. 1986 |
| Kapitän zur See Uwe Büttner                      | Okt. 1986      | Sep. 1992 |
| Kapitän zur See Friedrich Jacobi                 | Okt. 1992      | Sep. 1994 |
| Kapitän zur See Klaus Kinast                     | Okt. 1994      | 1995      |
| Kapitän zur See Bernd Oldewurtel                 | 1996           | 1999      |
| Kapitän zur See Wolfgang Brasack                 | 2000           | 2002      |
| Kapitän zur See Uwe Christian Seele              | 2003           | Feb. 2006 |
| Kapitän zur See Heinrich Liebig                  | 2006           | Juli 2009 |
| Kapitän zur See Andreas Horstmann                | Juli 2009      | Sep. 2012 |
| Kapitän zur See Thomas Schütze                   | Sep. 2012      | 2016      |
| Kapitän zur See Matthias Kähler                  | 2016           | März 2021 |
| Kapitän zur See Klaus Heermeier                  | Apr. 2021      | Sep. 2024 |
| Kapitän zur See Edgar Behrends                   | seit Sep. 2024 |           |